# 达蒙万·克宽
达蒙万·克宽（1997年6月9日—），泰国女子乒乓球运动员，2013年东南亚运动会女子团体银牌得主、2015年东南亚运动会女子团体银牌得主、2017年东南亚运动会女子团体银牌得主、2022年亚洲运动会女子团体铜牌得主。